# ルイス・カスティーヨ (1995年生の投手)
ルイス・フェリペ・カスティーヨ（Luis Felipe Castillo、1995年3月10日 - ）は、ドミニカ共和国サンチェス・ラミレス州ファンティノ出身のプロ野球選手（投手）。右投右打。MLBのボルチモア・オリオールズ所属。
2021年開催の東京オリンピック 野球 銅メダリスト。

## 経歴

### プロ入りとダイヤモンドバックス傘下時代
2012年2月16日にアマチュアFAでアリゾナ・ダイヤモンドバックスと契約した。プロ入り後はドミニカン・サマーリーグ・ダイヤモンドバックスでプロデビューを果たし、14試合に先発して0勝9敗、防御率4.48を記録した。
2013年は、14試合に先発して4勝4敗、防御率3.58の成績を残した。
2014年は、ルーキー級のAZLダイヤモンドバックスでプレーし、15試合の登板で3勝3敗、防御率4.40だった。
2015年は、11試合に登板して防御率1.91を記録した。 
2016年は、ルーキー級のミズーラ・オスプレイでプレーした。19試合で0勝3敗、防御率4.04を記録した。 
2017年は、A+級のヒルズボロ・ホップスでプレーした。19試合で1勝0敗、防御率2.91の成績を残した。
2018年は、A級ケーンカウンティ・クーガーズ、ヒルズボロ・ポップス、ミズーラ・オスプレイでプレーし、3チームの合計で24試合に登板した。
2019年は、A-級のバイセイリア・ローハイドでプレーし、43試合の登板で9勝0敗、防御率3.81だった。
2020年はCOVID-19の影響でマイナーリーグのシーズンが中止となり、公式戦への出場はなかった。
2021年は、AA級のアマリロ・ソッドプードルズで開幕を迎え、6月にはAAA級のリノ・エーシズに昇格した。シーズン中には、東京オリンピック本戦の野球ドミニカ共和国代表に選出された。シーズンでは、2チームの合計で29試合に登板して防御率4.72だった。オフの11月7日にFAとなった。

### タイガース時代
2022年2月1日にデトロイト・タイガースとマイナー契約を結んだ。シーズンでは、開幕をAAA級のトレド・マッドヘンズで迎えた。8月6日にメジャー契約を結んでアクティブ・ロースター入りし、同日のタンパベイ・レイズ戦でメジャーデビューを果たした。オフの11月10日にFAとなった。

### ロッテ時代
2022年12月14日、千葉ロッテマリーンズと契約した。
2023年は開幕一軍入りを果たし、中継ぎで2試合に登板したが、右肩の違和感で4月9日に登録を抹消された。二軍で先発転向の打診を受け、6月1日の読売ジャイアンツ戦で来日初先発し、6月8日の東京ヤクルトスワローズ戦で来日初勝利を挙げた。成績は12試合の登板で3勝に終わったが、シーズン終盤のCS争いでは要所で好投を見せ、WHIPは1.12を記録した。しかし契約保留選手名簿には記載されず、12月1日付で自由契約公示された。

### オリックス時代
2024年1月16日、オリックス・バファローズへの入団が発表された。背番号は54。
シーズンでは全て先発で登板し、15登板で3勝5敗、防御率2.96という成績を残した。11月28日に自由契約選手として公示された。

### マリナーズ時代
2025年1月28日にシアトル・マリナーズとマイナー契約を結び、同年のスプリングトレーニングに招待選手として参加することになった。4月4日にメジャー契約を結び昇格したが、2試合に登板し投球回7、被安打12、失点7、自責点6、防御率7.71と振るわず、4月10日にAAA級タコマに降格、5月6日に40人枠からも外れDFAとなった。

### オリオールズ時代
2025年5月7日に金銭トレードでボルチモア・オリオールズへ移籍し、マイナー・オプションでAAA級ノーフォーク・タイズに配属された。5月12日にマイナーリーグの7日間の負傷者リスト入りした後、6月29日に復帰と同時にDFAとなった。

## 選手としての特徴
| 球種           | 配分 % | 平均球速 km/h | 被打率 |
| -------------- | ------ | ------------- | ------ |
| ストレート     | 43.6   | 147.8         | .253   |
| スライダー     | 33.5   | 131.8         | .263   |
| チェンジアップ | 09.0   | 137.5         | .412   |
| スプリット     | 07.4   | 134.8         | .182   |
| ツーシーム     | 06.5   | 147.0         | .364   |

サイド気味の変則フォームで制球力が光る右腕。2023年シーズンでは、40イニング以上の投手で12球団トップとなる与四球率1.5％を記録した。
持ち球は最速153km/hのストレート、スライダー、チェンジアップ、スプリット、ツーシーム。
先発・リリーフの両方で起用が可能だが、先発としての経験は浅く、劣勢時の立て直しやスタミナ面に課題がある。

## 詳細情報

### 年度別投手成績
| 年 度    | 球 団    | 登 板 | 先 発 | 完 投 | 完 封 | 無 四 球 | 勝 利 | 敗 戦 | セ 丨 ブ | ホ 丨 ル ド | 勝 率 | 打 者 | 投 球 回 | 被 安 打 | 被 本 塁 打 | 与 四 球 | 敬 遠 | 与 死 球 | 奪 三 振 | 暴 投 | ボ 丨 ク | 失 点 | 自 責 点 | 防 御 率 | W H I P |
| -------- | -------- | ----- | ----- | ----- | ----- | -------- | ----- | ----- | -------- | ----------- | ----- | ----- | -------- | -------- | ----------- | -------- | ----- | -------- | -------- | ----- | -------- | ----- | -------- | -------- | ------- |
| 2022     | DET      | 3     | 0     | 0     | 0     | 0        | 0     | 0     | 0        | 0           | ----  | 14    | 3.2      | 2        | 0           | 0        | 0     | 0        | 4        | 0     | 0        | 0     | 0        | 0.00     | 0.55    |
| 2023     | ロッテ   | 12    | 9     | 0     | 0     | 0        | 3     | 3     | 0        | 1           | .500  | 200   | 49.0     | 52       | 2           | 3        | 0     | 2        | 34       | 1     | 0        | 18    | 17       | 3.12     | 1.12    |
| MLB：1年 | MLB：1年 | 3     | 0     | 0     | 0     | 0        | 0     | 0     | 0        | 0           | ----- | 14    | 3.2      | 2        | 0           | 0        | 0     | 0        | 4        | 0     | 0        | 0     | 0        | 0.00     | 0.55    |
| NPB：1年 | NPB：1年 | 12    | 9     | 0     | 0     | 0        | 3     | 3     | 0        | 1           | .500  | 200   | 49.0     | 52       | 2           | 3        | 0     | 2        | 34       | 1     | 0        | 18    | 17       | 3.12     | 1.12    |

- 2023年度シーズン終了時

### 年度別守備成績
| 年 度 | 球 団  | 投手（P） | 投手（P） | 投手（P） | 投手（P） | 投手（P） | 投手（P） |
| 年 度 | 球 団  | 試 合     | 刺 殺     | 補 殺     | 失 策     | 併 殺     | 守 備 率  |
| ----- | ------ | --------- | --------- | --------- | --------- | --------- | --------- |
| 2022  | DET    | 3         | 0         | 0         | 0         | 0         | ----      |
| 2023  | ロッテ | 12        | 3         | 6         | 1         | 0         | .900      |
| MLB   | MLB    | 3         | 0         | 0         | 0         | 0         | ----      |
| NPB   | NPB    | 12        | 3         | 6         | 1         | 0         | .900      |

- 2023年度シーズン終了時

### 記録

#### NPB
初記録
投手記録
- 初登板：2023年3月31日、対福岡ソフトバンクホークス1回戦（福岡PayPayドーム）、7回裏に3番手で救援登板、1回1失点
- 初奪三振：同上、7回裏に近藤健介から空振り三振
- 初ホールド：2023年4月6日、対北海道日本ハムファイターズ3回戦（ZOZOマリンスタジアム）、8回表に4番手で救援登板、1/3回無失点
- 初先発登板：2023年6月1日、対読売ジャイアンツ3回戦（ZOZOマリンスタジアム）、3回3失点で敗戦投手[32]
- 初勝利・初先発勝利：2023年6月8日、対東京ヤクルトスワローズ3回戦（ZOZOマリンスタジアム）、6回0/3を無失点[33]

打撃記録
- 初打席：2023年6月17日、対横浜DeNAベイスターズ2回戦（横浜スタジアム）、3回表に大貫晋一から見逃し三振

### 背番号
- 54（2022年、2024年）
- 41（2023年）
- 43（2025年）

### 代表歴
- 2020年オリンピック野球ドミニカ共和国代表